# Landkreis Nordwestmecklenburg
Der Landkreis Nordwestmecklenburg ist ein Landkreis im Nordwesten des Landes Mecklenburg-Vorpommern an der Ostseeküste. Zum Kreisgebiet gehört neben dem Festland die Ostseeinsel Poel. Nachbarkreise sind im Osten der Landkreis Rostock, im Süden die kreisfreie Stadt Schwerin und der Landkreis Ludwigslust-Parchim sowie im Westen der schleswig-holsteinische Kreis Herzogtum Lauenburg und die kreisfreie Stadt Lübeck. Kreisstadt ist seit dem 4. September 2011 die Hansestadt Wismar. In der vorigen Kreisstadt Grevesmühlen besteht eine Außenstelle der Verwaltung weiter.

## Geografie
Nordwestmecklenburg gehört zum Landesteil Westmecklenburg und hat am Klützer Winkel sowie östlich von Wismar bei der Insel Poel Anteil an der Ostseeküste der Mecklenburger Bucht. Der im Gemeindegebiet Passee liegende 118 Meter hohe Lünenberg ist die höchste Erhebung des Landkreises.
Größere Seen befinden sich mit dem Neuklostersee, Großen Wariner See und dem Groß Labenzer See im Bereich der Sternberger Seenlandschaft im Osten des Landkreises, zudem gehört der Schweriner Außensee zum Kreisterritorium. Im Westen grenzt der Landkreis an den Schaalsee. Größere Flüsse gibt es im Landkreis nicht. Erwähnenswerte Fließgewässer sind die Wakenitz als Grenzfluss zwischen Mecklenburg-Vorpommern und Schleswig-Holstein, der Brüeler Bach, die Stepenitz und der Wallensteingraben sowie mehr unter historischen Aspekten die Harkenbäk.
Raumordnerisch kann der Landkreis durch seine Zugehörigkeit zur Metropolregion Hamburg sowie die Lage zwischen den Metropolregionen von Berlin und Kopenhagen-Malmö profitieren, ebenso durch die Regiopole Rostock und durch Stettin mit seinem grenzübergreifenden Ballungsraum. 
Im Landkreis liegt ein Teil vom Biosphärenreservat Schaalsee.

## Geschichte

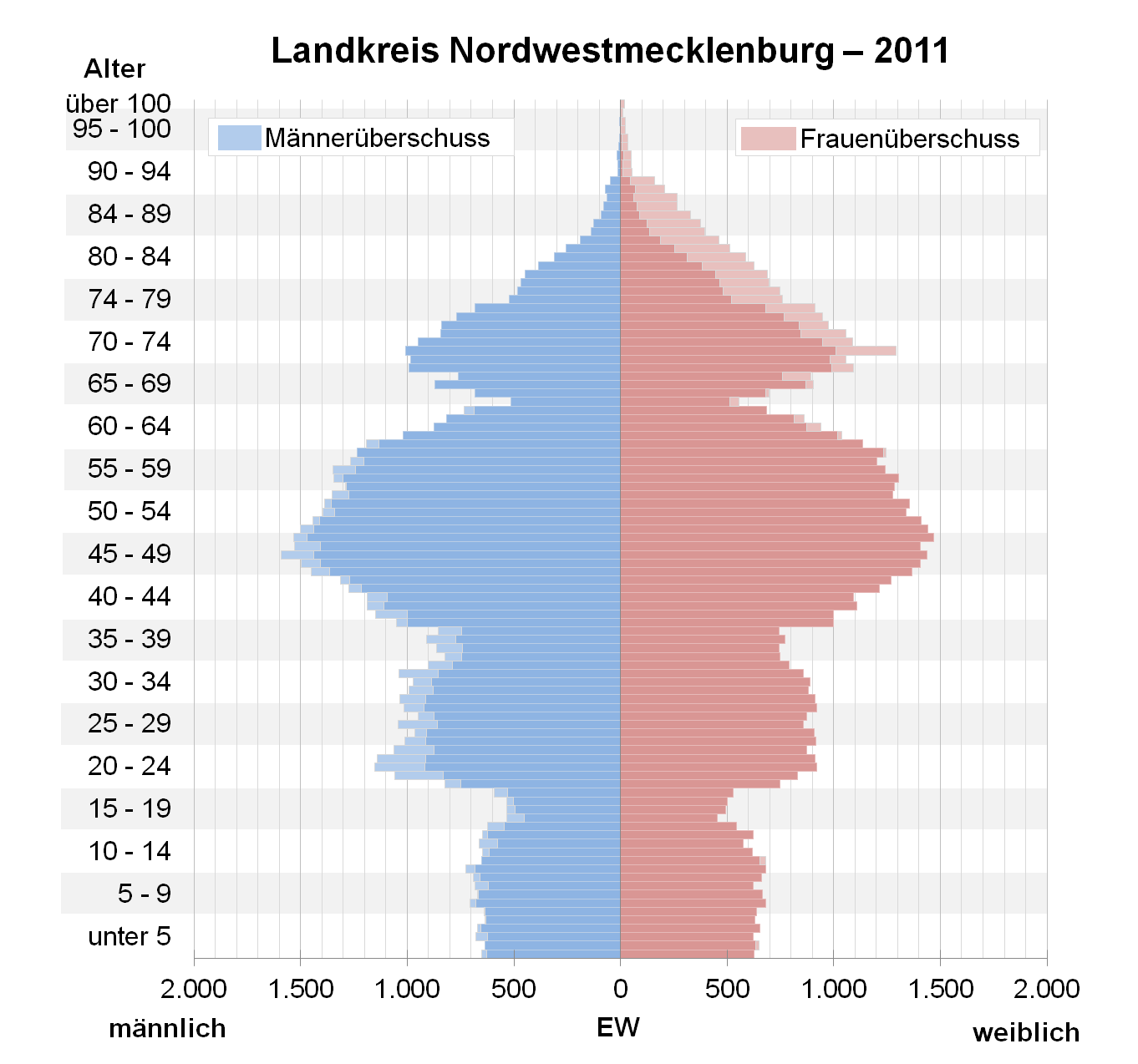
Bevölkerungspyramide für den Kreis Nordwestmecklenburg (bereits gemeinsam mit der Hansestadt Wismar, Datenquelle: Zensus 2011)

Der Landkreis entstand 1994 durch Zusammenlegung der Kreise Gadebusch (GDB), Grevesmühlen (GVM) und Wismar (WIS) sowie Teilen der Kreise Sternberg (STB) und Schwerin-Land (SN).
Im Zuge der Kreisgebietsreform Mecklenburg-Vorpommern 2011 kam zum Landkreis Nordwestmecklenburg die bis dahin kreisfreie Hansestadt Wismar hinzu. Sie ist seitdem auch Kreissitz des Landkreises und löste Grevesmühlen ab. Dort verbleiben jedoch vorerst große Teile der Verwaltung im bisherigen Sitz, der historischen Malzfabrik.

## Städte und Gemeinden
Das Oberzentrum für den Landkreis ist die nicht kreisangehörige Stadt Schwerin, zudem sind die Oberzentren Rostock und Lübeck räumlich nah. Die größten Städte Nordwestmecklenburgs sind Wismar und Grevesmühlen, die als Mittelzentren festgelegt sind, wobei Wismar auch oberzentrale Funktionen übernimmt (etwa durch seine Hochschule, die wirtschaftliche Bedeutung und als Hafenstandort).
Im Regionalen Raumentwicklungsprogramm Westmecklenburg von 2011 sind zudem folgende Grundzentren im Landkreis definiert: Bad Kleinen, Dassow, Gadebusch, Klütz, Lüdersdorf, Neukloster, Rehna, Schönberg und Warin.
(Einwohner am 31. Dezember 2023)
Amtsfreie Gemeinden
1. Grevesmühlen, Stadt ** (10.252)
2. Insel Poel (2528)
3. Wismar, Hansestadt und Große kreisangehörige Stadt (43.467)

** Amt Grevesmühlen-Land ohne eigene Verwaltung – Bildung einer Verwaltungsgemeinschaft mit der Stadt Grevesmühlen mit gleichzeitiger Übertragung der Aufgaben des übertragenen Wirkungskreises des Amtes auf die Stadt
Ämter mit amtsangehörigen Gemeinden und Städten

* Sitz der Amtsverwaltung
| - 1. Amt Dorf Mecklenburg-Bad Kleinen (14.054) 1. Bad Kleinen (3749) 2. Barnekow (582) 3. Bobitz (2494) 4. Dorf Mecklenburg * (3158) 5. Groß Stieten (575) 6. Hohen Viecheln (702) 7. Lübow (1573) 8. Metelsdorf (493) 9. Ventschow (728) - 2. Amt Gadebusch (9863) 1. Dragun (719) 2. Gadebusch, Stadt * (5141) 3. Kneese (327) 4. Krembz (875) 5. Mühlen Eichsen (965) 6. Roggendorf (981) 7. Rögnitz (190) 8. Veelböken (665) - 3. Amt Grevesmühlen-Land ** (8685) 1. Bernstorf (367) 2. Gägelow (2528) 3. Roggenstorf (460) 4. Rüting (542) 5. Stepenitztal (1730) 6. Testorf-Steinfort (632) 7. Upahl (1808) 8. Warnow (618) | - 4. Amt Klützer Winkel (10.272) 1. Boltenhagen (2408) 2. Damshagen (1271) 3. Hohenkirchen (1023) 4. Kalkhorst (1775) 5. Klütz, Stadt * (3037) 6. Zierow (758) - 5. Amt Lützow-Lübstorf (13.335) 1. Alt Meteln (1159) 2. Brüsewitz (1853) 3. Cramonshagen (509) 4. Dalberg-Wendelstorf (563) 5. Gottesgabe (757) 6. Grambow (641) 7. Klein Trebbow (1072) 8. Lübstorf (1460) 9. Lützow * (1545) 10. Perlin (376) 11. Pingelshagen (546) 12. Pokrent (651) 13. Schildetal (731) 14. Seehof (957) 15. Zickhusen (515) - 6. Amt Neuburg (6326) 1. Benz (639) 2. Blowatz (1119) 3. Boiensdorf (494) 4. Hornstorf (1309) 5. Krusenhagen (584) 6. Neuburg * (2181) | - 7. Amt Neukloster-Warin (10.866) 1. Bibow (358) 2. Glasin (813) 3. Jesendorf (521) 4. Lübberstorf (236) 5. Neukloster, Stadt * (3954) 6. Passee (191) 7. Warin, Stadt (3198) 8. Zurow (1288) 9. Züsow (307) - 8. Amt Rehna (9633) 1. Carlow (1198) 2. Dechow (184) 3. Groß Molzahn (398) 4. Holdorf (416) 5. Königsfeld (923) 6. Rehna, Stadt * (3582) 7. Rieps (372) 8. Schlagsdorf (1275) 9. Thandorf (188) 10. Utecht (399) 11. Wedendorfersee (698) - 9. Amt Schönberger Land (17.879) 1. Dassow, Stadt (3973) 2. Grieben (163) 3. Lüdersdorf (5180) 4. Menzendorf (233) 5. Roduchelstorf (235) 6. Schönberg, Stadt * (4408) 7. Selmsdorf (3088) 8. Siemz-Niendorf (599) |

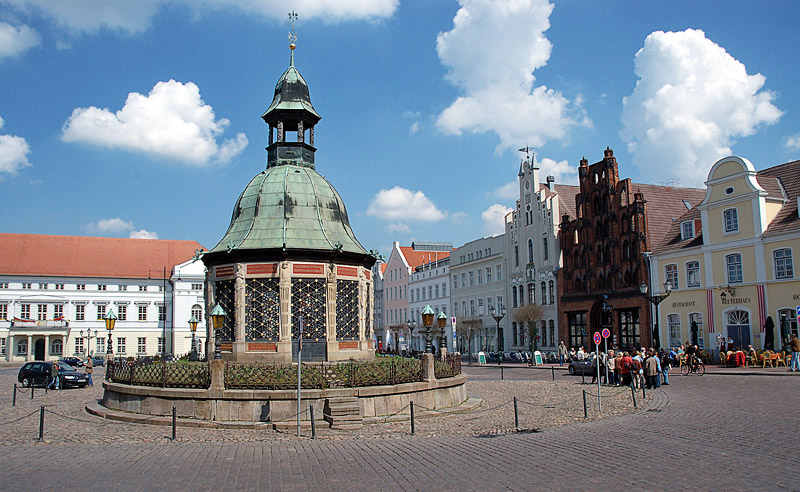
Wismarer Marktplatz mit Wasserkunst
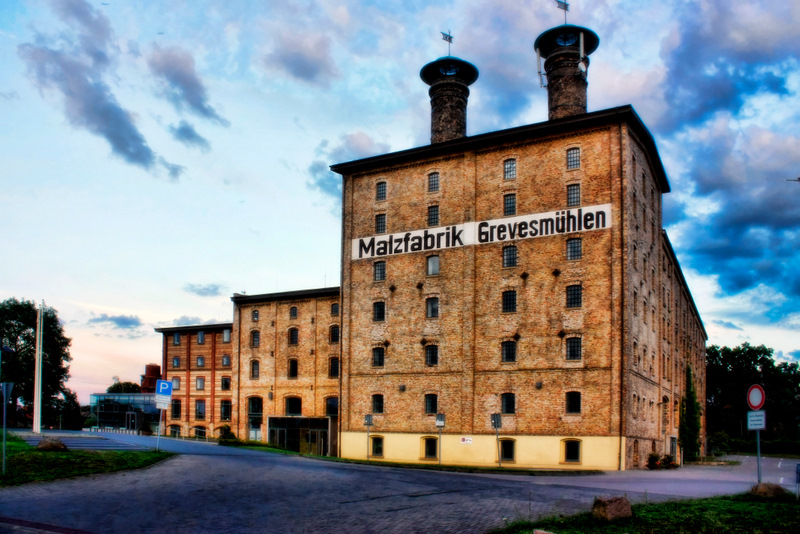
Malzfabrik Grevesmühlen
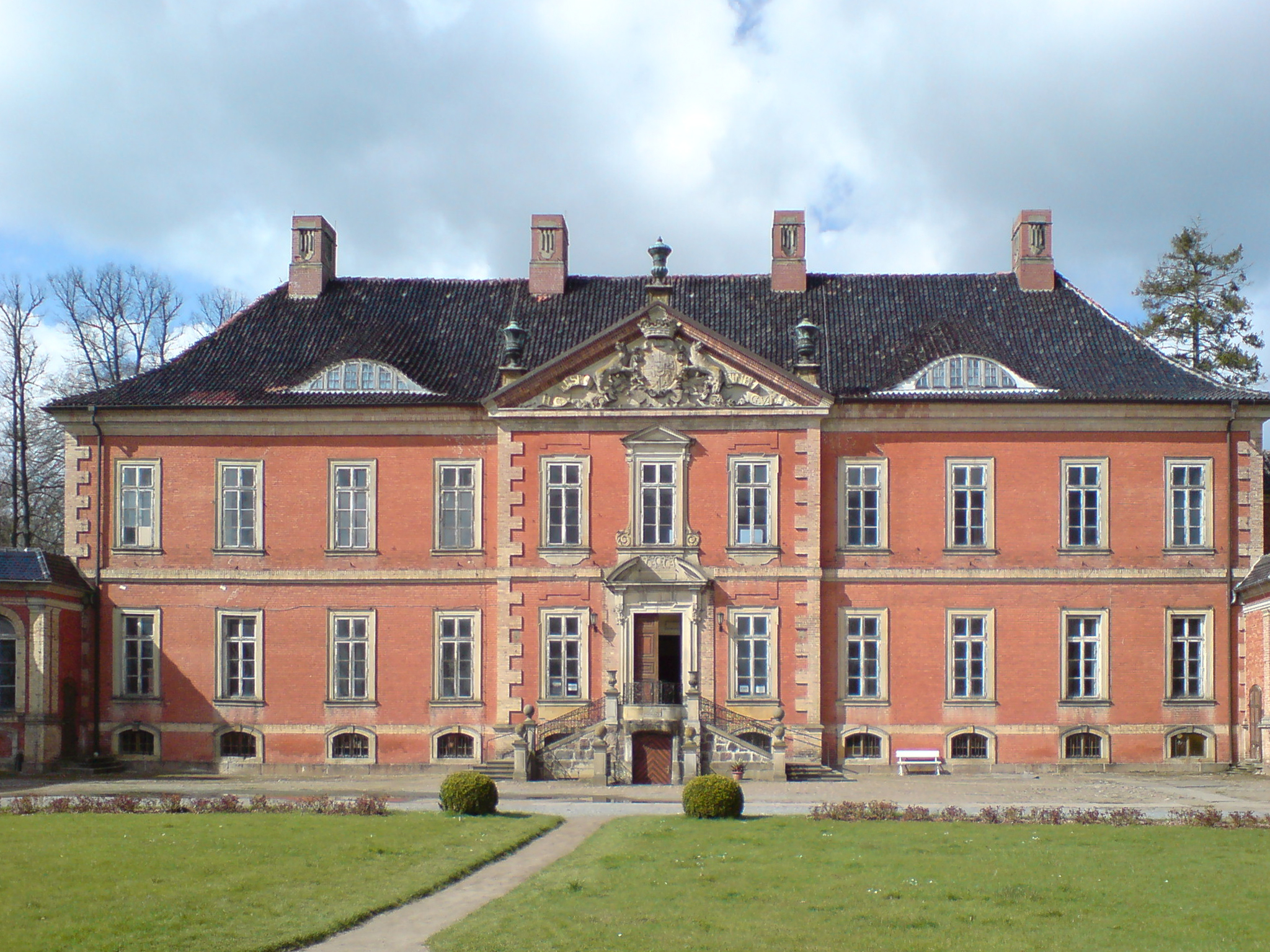
Schloss Bothmer in Klütz
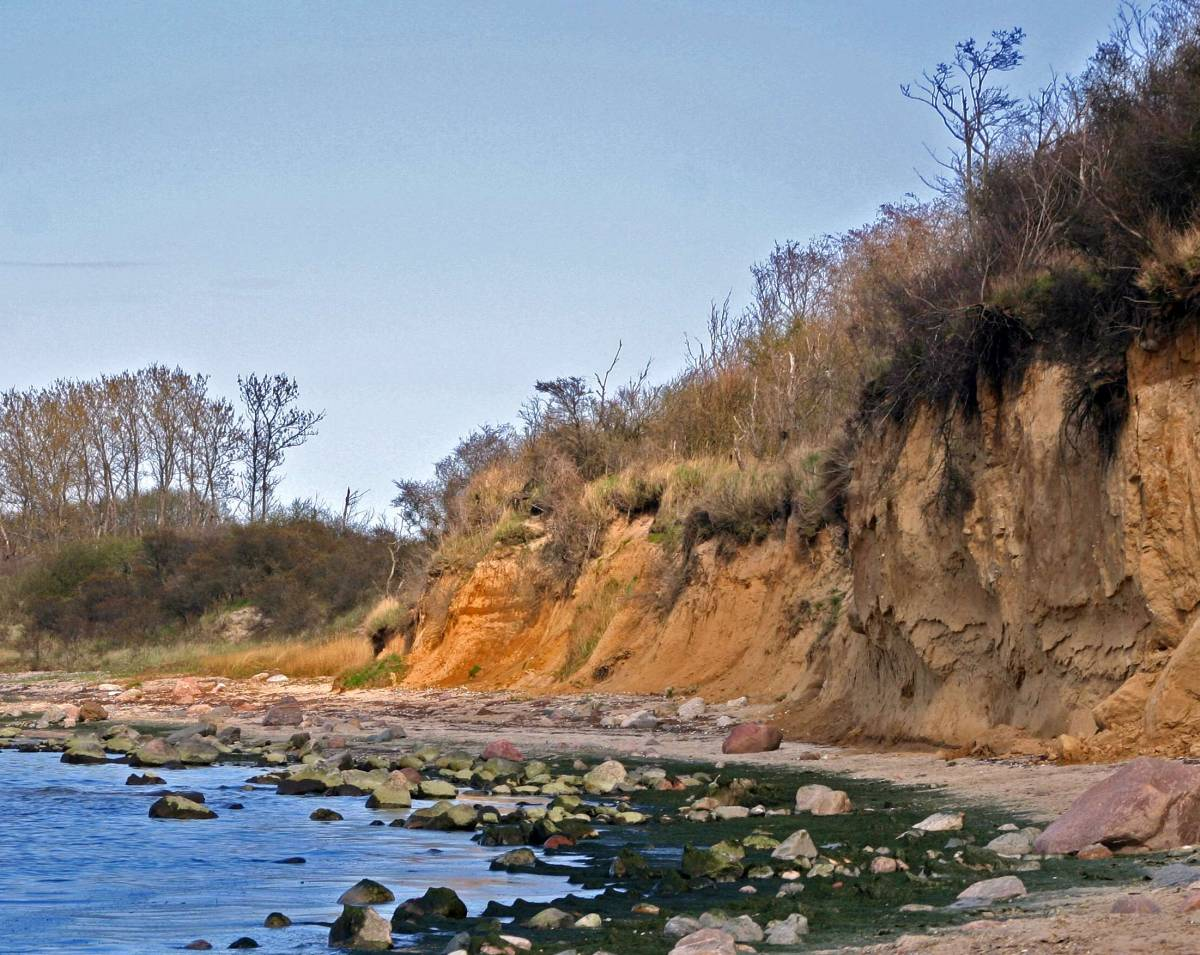
Steilküste bei Dassow
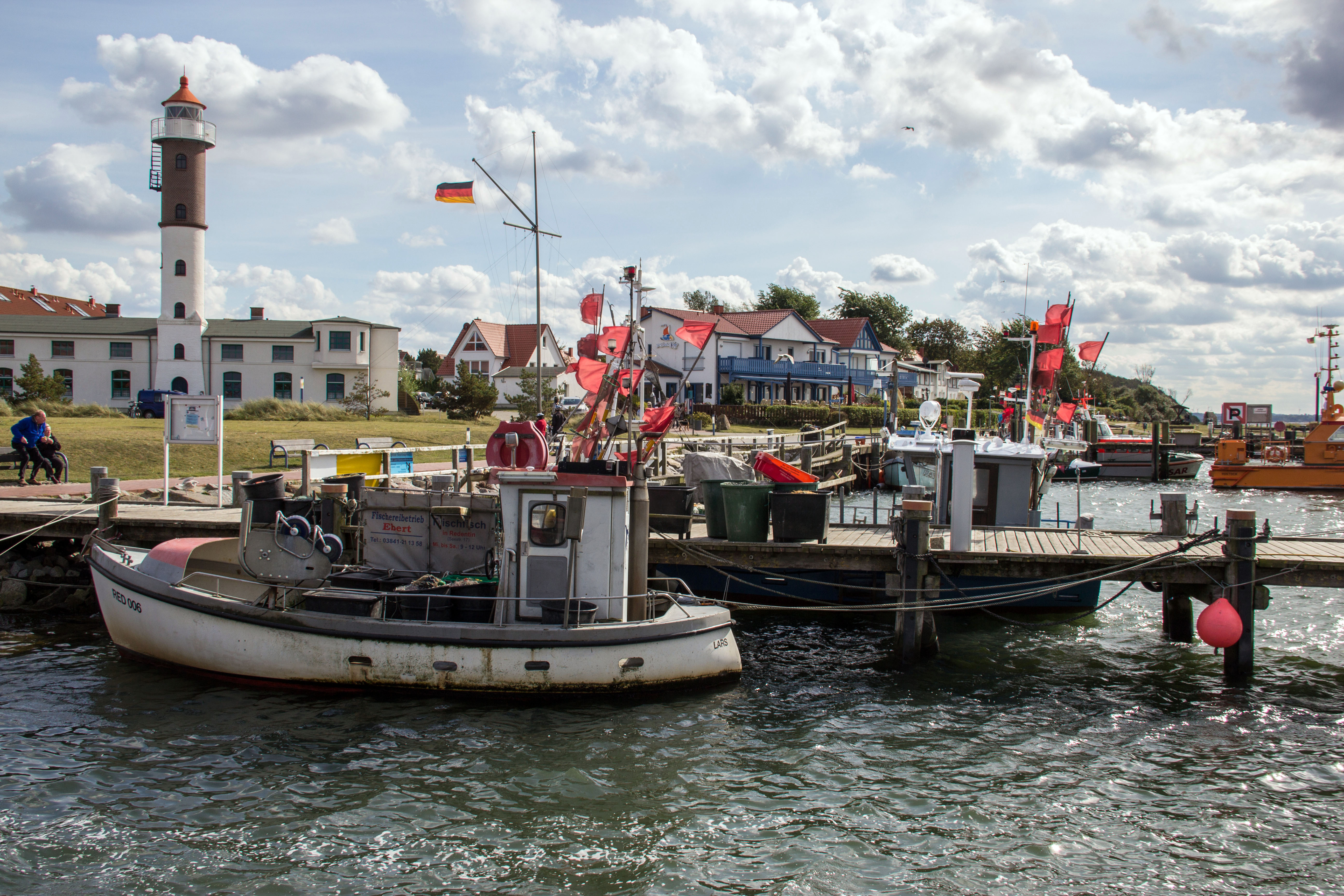
Insel Poel

### Gebietsänderungen
In den Jahren zwischen 1994 und 2005 fanden im Gebiet des Landkreises Nordwestmecklenburg wie im gesamten Bundesland Mecklenburg-Vorpommern umfangreiche Gebietsänderungen statt.
Aus den ursprünglich 14 Ämtern wurden nach Abschluss der Gebietsreform am 1. Januar 2005 8 Ämter. Die Städte Gadebusch und Schönberg verloren ihre Amtsfreiheit. Die Anzahl der Gemeinden verringerte sich von 112 auf 94. Durch weitere Eingemeindungen und Zusammenschlüsse im Verlauf des Jahres 2009 verringerte sich die Zahl der Gemeinden auf 91.

#### Ämterauflösungen, Ämterfusionen, Amtswechsel von Gemeinden
- Fusion der Stadt Gadebusch mit dem Amt Gadebusch-Land zum neuen Amt Gadebusch (1. Januar 2004)
- Fusion der Stadt Schönberg mit dem Amt Schönberger Land (1. Januar 2004)
- Ausgliederung der Gemeinde Kalkhorst aus dem Amt Ostseestrand – Eingliederung in das Amt Klützer Winkel (1. Januar 2004)
- Fusion der Ämter Neukloster und Warin zum neuen Amt Neukloster-Warin (1. Juli 2004)
- Fusion der Ämter Dorf Mecklenburg und Bad Kleinen zum neuen Amt Dorf Mecklenburg-Bad Kleinen (1. Juli 2004)
- Auflösung des Amtes Gägelow – Eingliederung der Gemeinde Zierow zum Amt Klützer Winkel sowie der Gemeinden Barnekow und Gägelow zum Amt Dorf Mecklenburg-Bad Kleinen (1. Januar 2005)
- Fusion der Ämter Lübstorf/Alt Meteln und Lützow zum neuen Amt Lützow-Lübstorf (1. Januar 2005)
- Auflösung des Amtes Ostseestrand – Eingliederung der Stadt Dassow und der Gemeinde Selmsdorf zum Amt Schönberger Land (1. Januar 2005)
- Wechsel der Gemeinde Gägelow in das Amt Grevesmühlen-Land (1. April 2005)
- Eingliederung der amtsfreien Gemeinde Boltenhagen in das Amt Klützer Winkel (1. Juli 2011)
- Wechsel der Gemeinde Papenhusen vom Amt Schönberger Land in das Amt Grevesmühlen-Land (1. Januar 2014)

#### Eingemeindungen, Gemeindeneubildungen
- Auflösung der Gemeinde Groß Salitz – Eingemeindung nach Krembz (1. Januar 1999)
- Auflösung der Gemeinde Testorf – Eingemeindung nach Testorf-Steinfort (1. Januar 1999)
- Auflösung der Gemeinden Moor und Parin – Neubildung der Gemeinde Moor-Rolofshagen (1. Januar 1999)
- Auflösung der Gemeinde Babst – Eingemeindung nach Glasin (1. Januar 2001)
- Auflösung der Gemeinde Hagebök – Eingemeindung nach Neuburg (1. Januar 2002)
- Auflösung der Gemeinde Krassow – Eingemeindung nach Zurow (1. Januar 2002)
- Auflösung der Gemeinde Groß Labenz – Eingemeindung nach Warin (1. Januar 2004)
- Auflösung der Gemeinden Elmenhorst und Kalkhorst – Neubildung der Gemeinde Kalkhorst (1. Januar 2004)
- Ausgliederung der Ortsteile Groß Thurow und Neu Thurow aus der Gemeinde Dechow – Eingliederung in die Gemeinde Roggendorf (1. Juni 2004)
- Auflösung der Gemeinde Böken – Eingemeindung nach Alt Meteln (13. Juni 2004)
- Auflösung der Gemeinden Harkensee und Pötenitz – Eingemeindung nach Dassow (13. Juni 2004)
- Auflösung der Gemeinde Löwitz – Eingemeindung nach Rehna (13. Juni 2004)
- Auflösung der Gemeinden Beidendorf, Bobitz und Groß Krankow – Neubildung der Gemeinde Bobitz (13. Juni 2004)
- Auflösung der Gemeinden Bülow, Demern und Groß Rünz – Neubildung der Gemeinde Königsfeld (13. Juni 2004)
- Auflösung der Gemeinden Gramkow und Groß Walmstorf – Neubildung der Gemeinde Hohenkirchen (1. Januar 2005)
- Auflösung der Gemeinde Schimm – Eingemeindung nach Lübow (7. Juni 2009)
- Auflösung der Gemeinden Badow und Renzow – Neubildung der Gemeinde Badow-Renzow (7. Juni 2009)
- Auflösung der Gemeinden Damshagen und Moor-Rolofshagen – Neubildung der Gemeinde Damshagen (7. Juni 2009)
- Auflösung der Gemeinde Hanshagen – Eingemeindung nach Upahl (1. Januar 2011)
- Auflösung der Gemeinden Köchelstorf und Wedendorf – Neubildung der Gemeinde Wedendorfersee (1. Juli 2011)
- Auflösung der Gemeinden Börzow, Mallentin und Papenhusen – Neubildung der Gemeinde Stepenitztal (25. Mai 2014)
- Auflösung der Gemeinden Nesow und Vitense – Eingemeindung nach Rehna (25. Mai 2014)
- Auflösung der Gemeinde Plüschow – Eingemeindung nach Upahl (1. Januar 2019)
- Auflösung der Gemeinde Lockwisch – Eingemeindung nach Schönberg (1. Januar 2019)
- Auflösung der Gemeinden Groß Siemz und Niendorf – Neubildung der Gemeinde Siemz-Niendorf (26. Mai 2019)

#### Namensänderungen
- von Gemeinde Vitense Parber zu Gemeinde Vitense (11. Februar 1992)
- von Gemeinde Köchelstorf b. Rehna zu Gemeinde Köchelstorf (1. August 1999)
- von Gemeinde Neuburg-Steinhausen zu Gemeinde Neuburg (1. Januar 2002)
- von Gemeinde Badow-Renzow zu Gemeinde Schildetal (1. Oktober 2009)

## Politik

### Kreistag
| Kreistagswahl Nordwestmecklenburg 2024Wahlbeteiligung: 65,7 % 3020100 25,4 %22,5 %17,9 %9,5 %6,9 %5,7 %3,2 %2,8 %2,2 %1,5 %0,7 %1,7 % AfDCDUSPDLinkeLULGrüneBB NVMFDPFWPiratenBDSonst.Gewinne und Verlusteim Vergleich zu 2019 %p 14 12 10 8 6 4 2 0 −2 −4 −6 −8+13,0 %p−0,5 %p−3,5 %p−6,9 %p+0,8 %p−4,1 %p+3,2 %p−1,8 %p+0,4 %p+0,1 %p+0,7 %p−1,4 %pAfDCDUSPDLinkeLULGrüneBB NVMFDPFWPiratenBDSonst. | Sitzverteilung im Kreistag Nordwestmecklenburg seit 2024Insgesamt 61 Sitze - Linke: 6 - SPD: 11 - Grüne: 4 - Piraten: 1 - LUL: 4 - BB NWM: 2 - FW: 1 - FDP: 2 - CDU: 14 - AfD: 16 - Die Heimat: 0 |

#### Vorangegangene Wahlen
| Parteien und Wählergemeinschaften | Parteien und Wählergemeinschaften           | Prozent 2024 | Sitze 2024 | Prozent 2019 | Sitze 2019 | Prozent 2014 | Sitze 2014 | Prozent 2011 | Sitze 2011 | Prozent 2009 | Sitze 2009 | Prozent 2004 | Sitze 2004 | Prozent 1999 | Sitze 1999 | Prozent 1994 | Sitze 1994 | Prozent 1990 |
| --------------------------------- | ------------------------------------------- | ------------ | ---------- | ------------ | ---------- | ------------ | ---------- | ------------ | ---------- | ------------ | ---------- | ------------ | ---------- | ------------ | ---------- | ------------ | ---------- | ------------ |
| AfD                               | Alternative für Deutschland                 | 25,4         | 16         | 12,4         | 08         | 04,8         | 03         | —            | —          | —            | —          | —            | —          | —            | —          | —            | —          | —            |
| CDU                               | Christlich Demokratische Union Deutschlands | 22,5         | 14         | 23,0         | 14         | 28,6         | 18         | 24,2         | 15         | 31,7         | 17         | 39,9         | 21         | 38,1         | 22         | 27,2         | 15         | 24,9         |
| SPD                               | Sozialdemokratische Partei Deutschlands     | 17,9         | 11         | 21,4         | 13         | 24,9         | 15         | 36,3         | 22         | 23,5         | 13         | 19,6         | 10         | 26,8         | 15         | 34,2         | 19         | 26,9         |
| DIE LINKE.                        | DIE LINKE.                                  | 9,5          | 6          | 16,4         | 10         | 18,0         | 11         | 18,3         | 11         | 20,3         | 11         | 18,7         | 10         | 19,9         | 11         | 19,4         | 11         | 14,0         |
| LUL                               | Ländlicher Raum, Umwelt und Landwirtschaft  | 6,9          | 4          | 06,1         | 04         | 06,1         | 04         | 03,2         | 02         | —            | —          | —            | —          | —            | —          | —            | —          | —            |
| GRÜNE                             | Bündnis 90/Die Grünen                       | 5,7          | 4          | 09,8         | 06         | 05,3         | 03         | 07,2         | 04         | 03,8         | 02         | 03,0         | 01         | 01,6         | 0–         | 03,9         | 0–         | 01,5         |
| BB NWM                            | BürgerBündnis NWM                           | 3,2          | 2          | —            | —          | —            | —          | —            | —          | —            | —          | —            | —          | —            | —          | —            | —          | —            |
| FDP                               | Freie Demokratische Partei                  | 2,8          | 2          | 04,6         | 03         | 03,5         | 02         | 03,9         | 03         | 08,4         | 05         | 05,1         | 03         | 04,3         | 0–         | 06,3         | 04         | 04,5         |
| FREIE WÄHLER                      | FREIE WÄHLER                                | 2,2          | 1          | 01,8         | 01         | —            | —          | —            | —          | —            | —          | —            | —          | —            | —          | —            | —          | —            |
| PIRATEN                           | Piratenpartei Deutschland                   | 1,5          | 1          | 01,4         | 01         | 01,4         | 01         | —            | —          | —            | —          | —            | —          | —            | —          | —            | —          | —            |
| BD                                | Bündnis Deutschland                         | 0,7          | 0          | —            | —          | —            | —          | —            | —          | —            | —          | —            | —          | —            | —          | —            | —          | —            |
| Heimat                            | Die Heimat                                  | 0,7          | 0          | 01,3         | 01         | 02,5         | 02         | 04,3         | 03         | 03,3         | 02         | —            | —          | —            | —          | —            | —          | —            |
| WGU                               | Wählergemeinschaft Upahl                    | 0,2          | 0          | —            | —          | —            | —          | —            | —          | —            | —          | —            | —          | —            | —          | —            | —          | —            |
| FW NWM                            | Freie Wähler Nordwestmecklenburg            | —            | —          | —            | —          | 02,3         | 01         | 01,9         | 01         | —            | —          | —            | —          | —            | —          | —            | —          | —            |
| RENTNER                           | Rentner Partei Deutschland                  | —            | —          | —            | —          | 01,0         | 01         | —            | —          | —            | —          | —            | —          | —            | —          | —            | —          | —            |
| Sonst.                            | Sonstige                                    | —            | —          | 00,3         | 0          | 00,6         | —          | —            | —          | 06,1         | 3          | 08,7         | 05         | 07,5         | 04         | 08,5         | 04         | 28,3         |
| EB                                | Einzelbewerber                              | 0,7          | 0          | 01,6         | 0          | 01,0         | 0          | 00,1         | 0          | 02,8         | 0          | 04,7         | 03         | 01,6         | 01         | 00,5         | 0          | —            |
| Gesamt                            | Gesamt                                      | 100          | 61         | 100          | 61         | 100          | 61         | 100          | 61         | 100          | 53         | 100          | 53         | 100          | 53         | 100          | 53         | 100          |
| Wahlbeteiligung                   | Wahlbeteiligung                             | 65,7 %       | 65,7 %     | 59,3 %       | 59,3 %     | 48,4 %       | 48,4 %     | 51,5 %       | 51,5 %     | 51,0 %       | 51,0 %     | 48,0 %       | 48,0 %     | 52,7 %       | 52,7 %     | 65,9 %       | 65,9 %     | k. A.        |

- Die Linke ist bis 2004 als PDS angetreten.
- Sonstige: 2019: FPA (0,3 %); 2014: WGB (0,2 %), WG Upahl-Hanshagen (0,2 %) und WIR (0,2 %); 2009: Bv (5,3 %), WG (0,5 %), BsG (0,2 %) und WG SVS 93 (0,1 %); 2004: Bv; 1999: Bv; 1994: Bv (6,2 %), WFN (1,1 %), FORUM (0,8 %) und AWG (0,4 %).
- Einzelbewerber: 2014: Martin Reininghaus (0,4 %), Hans-Peter Gossel (0,4 %) und Torsten Born (0,2 %); 2011: Tino Schroeter; 2009: Günter Becker (0,8 %), Hans Rotermann (0,8 %), Hans-Peter Gossel (0,6 %), Holger Hinze (0,2 %), Torsten Born (0,2 %) und Detlef Lukat (0,2 %); 2004: Günter Becker (1,3 %), Hans Rotermann (1,1 %), Hans-Peter Gossel (1,1 %), Steffen Mey (0,7 %), Detlef Lukat (0,4 %), Holger Hinze (0,3 %) und Anke Ziegler (0,1 %); 1999: Günter Becker (0,6 %), Jörg Autrum (0,5 %), Dorothea Wende (0,3 %), Eckhard Tegtmeier (0,2 %) und Uwe Grimm (0,0 %); 1994: k. A.
- Die Ergebnisse der Kreistagswahlen vor 2011 betreffen den damaligen Gebietsstand (ohne Hansestadt Wismar).

Näheres zum Wahlverfahren und zu rechtlichen Bestimmungen: Kreistag (Mecklenburg-Vorpommern)

### Landräte
- Udo Drefahl (SPD), 1994-2001
- Erhard Bräunig (SPD), 2001–2008
- Birgit Hesse (SPD), 2008–2014
- Kerstin Weiss (SPD), 2014-2021
- Tino Schomann (CDU), seit 2021[13][14]

### Wappen
| Landkreiswappen Nordwestmecklenburg | Blasonierung: „Gespalten; vorn in Gold ein halber hersehender, golden gekrönter schwarzer Stierkopf am Spalt mit aufgerissenem roten Maul, silbernen Zähnen, ausgeschlagener roter Zunge, in Spitzen abgerissenem Halsfell und silbernen Hörnern; hinten in dreifach geteiltem Feld von Silber und Rot, ein Krummstab in verwechselten Farben.“ |
| Landkreiswappen Nordwestmecklenburg | Wappenbegründung: Der Stierkopf steht für die Herrschaft und das spätere Herzogtum Mecklenburg, während der auf der anderen Hälfte des Wappens abgebildete Bischofsstab (Krummstab) die einst zum Hochstift Ratzeburg zählenden Gebiete symbolisiert. Die Historie der Hansestadt Wismar wird durch den dreifach geteilten Hintergrund des Bischofsstabs in den Farben Silber und Rot verdeutlicht. Ursprünglich war dies im Mittelalter die Seeflagge der Wismarer Schiffe. Außerdem lehnt sich das neue Landkreiswappen stark an das in der einschlägigen Fachliteratur als Stierkopfwappen bezeichnete, 1858 der Hansestadt Wismar verliehene Stadtwappen an. So wird zusätzlich auf die Stadt des Kreissitzes hingewiesen. Das Wappen und die Flagge wurde von dem Freudenberger Heraldiker Manfred Gerth gestaltet. Es wurde zusammen mit der Flagge am 16. Februar 2012 durch das Ministerium des Innern genehmigt und unter der Nr. 341 der Wappenrolle des Landes Mecklenburg-Vorpommern registriert. |

Zu den einzelnen Wappen der Städte und Gemeinden im Landkreis siehe: Liste der Wappen im Landkreis Nordwestmecklenburg.
Historisches Wappen
| Landkreiswappen Nordwestmecklenburg 1996-2011 | Blasonierung: „Gespalten; vorn in Gold ein halber hersehender, golden gekrönter schwarzer Stierkopf am Spalt mit aufgerissenem roten Maul, silbernen Zähnen, ausgeschlagener roter Zunge, in sieben Spitzen abgerissenem Halsfell und silbernen Hörnern; hinten in Blau ein goldener Bischofsstab.“ |
| Landkreiswappen Nordwestmecklenburg 1996-2011 | Wappenbegründung: Das Wappen erinnert mit den beiden Symbolen an die im Mittelalter im heutigen Kreisgebiet bestehenden größeren Territorialherrschaften. Während der seit 1260 für die mecklenburgische Linie des Fürstenhauses typische Stierkopf mit dem abgerissenen Halsfell den größeren östlichen Teil des Landkreises, die einstige Herrschaft Mecklenburg, symbolisiert, steht der Bischofsstab für den kleineren westlichen Teil des Landkreises, für das einstige Stiftsland des Bistums Ratzeburg. Der Bischofsstab ist dem Stiftswappen entlehnt, das zuerst im Siegelbild des Detlev von Parkentin, Bischof von Ratzeburg (von 1395 bis 1419), enthalten ist. Mit dieser Figur soll zugleich an die einst zum Stiftsland des Bistums Ratzeburg zählenden Gebiete erinnert werden. Das Wappen wurde von dem Schweriner Heraldiker Heinz Kippnick gestaltet. Es wurde am 1. Juli 1996 durch das Ministerium des Innern genehmigt und unter der Nr. 106 der Wappenrolle des Landes Mecklenburg-Vorpommern registriert. |

### Flagge

Flagge Landkreis Nordwestmecklenburg

Die Flagge ist gleichmäßig und quer zur Längsachse des Flaggentuchs gespalten. Die Liekhälfte ist Gelb. Darauf liegt mittig am Spalt, 14/15 der Höhe des Flaggentuchs einnehmend, eine Figur des Landkreiswappens: ein halber hersehender, golden gekrönter schwarzer Stierkopf mit aufgerissenem rotem Maul, silbernen Zähnen, ausgeschlagener roter Zunge, in Spitzen abgerissenem Halsfell und silbernen Hörnern. Die Hälfte am fliegenden Ende ist gleichmäßig längs gestreift von Weiß, Rot, Weiß und Rot. Darauf liegt mittig nahe am Spalt, 14/15 der Höhe des Flaggentuchs einnehmend, eine Figur des Landkreiswappens: ein Krummstab in verwechselten Farben. Die Höhe des Flaggentuchs verhält sich zur Länge wie 2:3.
Historische Flagge

Flagge Landkreis Nordwestmecklenburg 2006-2011

Die Flagge wurde von dem Plüschower Ulf-Peter Schwarz gestaltet und am 10. Januar 2006 durch das Ministerium des Innern genehmigt.
Die Flagge ist gleichmäßig und quer zur Längsachse des Flaggentuchs von Blau und Gelb gestreift. In der Mitte des Flaggentuchs liegt, auf jeweils ein Drittel der Länge des blauen und des gelben Streifens übergreifend, das Landkreiswappen. Die Höhe des Flaggentuchs verhält sich zur Länge wie 3:5.

### Dienstsiegel
Das Dienstsiegel zeigt das Kreiswappen mit der Umschrift „LANDKREIS NORDWESTMECKLENBURG“.

## Wirtschaft und Verkehr
Im Zukunftsatlas 2019 belegte der Landkreis Nordwestmecklenburg Platz 377 von 402 Landkreisen, Kommunalverbänden und kreisfreien Städten in Deutschland und zählt damit zu den Regionen mit „hohen Zukunftsrisiken“.

### Wirtschaft
Von Bedeutung sind die Ansiedlung von Firmen im östlichen Einzugsgebiet von Lübeck (in Selmsdorf, Lüdersdorf, Dassow, Herrnburg und Schönberg) sowie der Tourismus an der Ostsee (Boltenhagen, Insel Poel).

### Verkehr
Durch das Kreisgebiet führen die Bundesautobahnen 20 und 14 (Schnittstelle ist das Autobahnkreuz Wismar), sowie die Bundesstraßen 104, 105, 106, 192 und 208.
Die Bahnstrecken Wismar–Bad Kleinen–Schwerin–Ludwigslust/Hamburg, Lübeck–Bad Kleinen und Bad Kleinen–Rostock erschließen das Kreisgebiet etwa sternförmig, wobei alle Strecken in Bad Kleinen zusammentreffen. Im Bahn-Regionalverkehr bildet Bad Kleinen deshalb einen zentralen Umsteigepunkt, wo stündlich zwischen verschiedenen Linien umgestiegen werden kann. Die Bahnstrecke Schwerin–Rehna verbindet zusätzlich den Südwesten des Kreises direkt mit der Landeshauptstadt, während die Bahnstrecke Wismar–Rostock den äußeren Nordosten durchkreuzt.
Abseits der Hauptmagistralen wird der Nahverkehr durch die kreiseigene NAHBUS Nordwestmecklenburg GmbH sichergestellt. Deren Busse verkehren seit Anfang 2016 täglich im Stundentakt (am Wochenende zweistündlich) zum einheitlichen Fahrpreis auf allen relevanten Verbindungsstrecken. Die peripheren Gebiete des Landkreises werden flächendeckend täglich per Rufbus erschlossen.

## Religion
Im Landkreis Nordwestmecklenburg gibt es evangelisch-lutherische Kirchgemeinden, diese gehören zum Ev.-Luth. Kirchenkreis Mecklenburg der Evangelisch-Lutherischen Kirche in Norddeutschland. Die katholischen Gemeinden gehören zum Dekanat Schwerin des Erzbistums Hamburg. Die Gemeinden der Neuapostolischen Kirche gehören zum Kirchenbezirk Lübeck-Schwerin in der Gebietskirche Nord- und Ostdeutschland.

## Schutzgebiete
Im Landkreis befinden sich 39 ausgewiesene Naturschutzgebiete (Stand Februar 2017).

## Kfz-Kennzeichen
Am 12. Juni 1994 wurde dem Landkreis das Unterscheidungszeichen NWM zugewiesen. Es wird dort mit Ausnahme der Hansestadt Wismar, die ihr HWI behielt, durchgängig bis heute ausgegeben.
Bis etwa zum Jahr 2005 erhielten Fahrzeuge aus den Altkreisen besondere Erkennungsnummern:
| Gebiet                | Buchstaben | Zahlen    |
| --------------------- | ---------- | --------- |
| Altkreis Grevesmühlen | A bis H    | 1 bis 999 |
| Altkreis Grevesmühlen | AA bis HZ  | 1 bis 99  |
| Altkreis Wismar       | J bis S    | 1 bis 999 |
| Altkreis Wismar       | JA bis SZ  | 1 bis 99  |
| Altkreis Gadebusch    | T bis Z    | 1 bis 999 |
| Altkreis Gadebusch    | TA bis ZZ  | 1 bis 99  |

Seit dem 2. April 2013 sind aufgrund der Kennzeichenliberalisierung auch die Unterscheidungszeichen GDB (Gadebusch), GVM (Grevesmühlen) und WIS (Wismar, für den damaligen Landkreis) erhältlich.